# Especificitat química
L'especificitat química (en anglès: Chemical specificity) és la capacitat d'un lloc d'enllaç d'una proteïna per enllaçar un lligand específic. Com més pocs lligands pugui enllaçar una proteïna, més gran serà la seva especificitat. La base tècnica de l'especificitat química és el mesurament experimental de la cinètica enzimàtica. L'especificitat d'un conjunt de lligands no està relacionada amb la capacitat d'un enzim de catalitzar una reacció donada,amb el lligand com a substrat. Pocs enzims tenen una especificitat química absoluta, és a dir enzims que només catalitzen una sola reacció. Un exemple d'alta especificitat és el sistema anticòs - antigen.